# Садовская-Барилотти, Мария Карповна
Мария Карповна Садовская-Барилотти (настоящая фамилия — Тобиле́вич; 1855—1891) — украинская оперная певица (сопрано) и драматическая актриса. Одна из выдающихся актрис украинской сцены в 70—80 годах XIX столетия.

## Биография

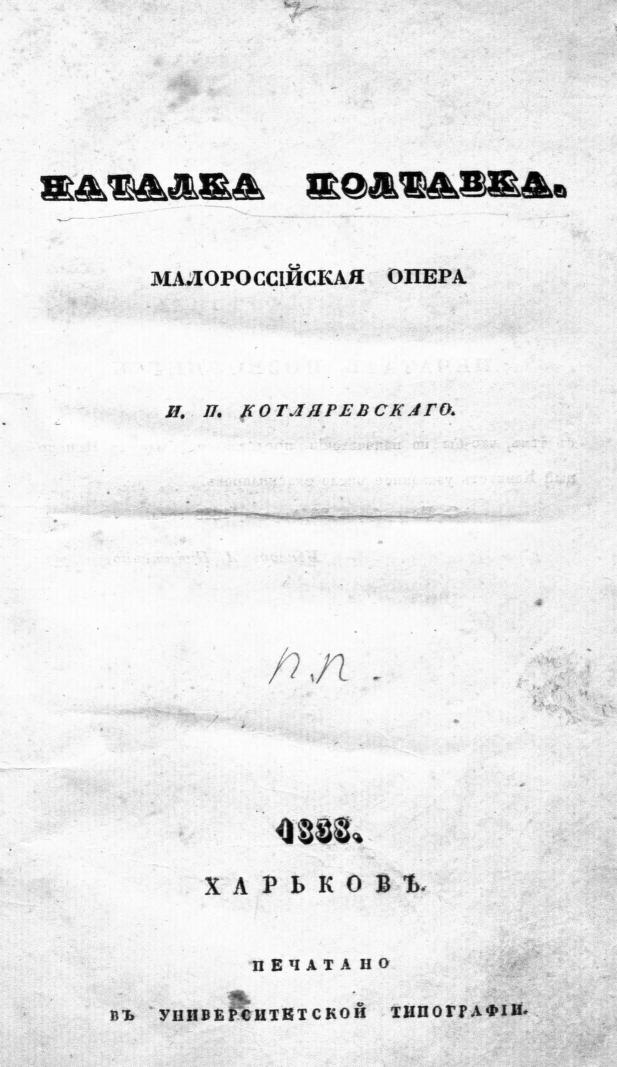
Сцена из пьесы «Наталка Полтавка». В ролях: Наталка — Мария Садовская-Барилотти, Петро — Денис Мова.

Родилась 17 апреля (по другим данным 9 апреля) 1855 года в селе Каменно-Костоватое Херсонской губернии Российской империи, ныне Братского района Николаевской области Украины. Сестра Н. К. Садовского, И. К. Карпенко-Карого и П. К. Саксаганского.
Позже вся семья переехала в Елизаветград, где Мария училась в гимназии и уже в ней принимала участие в драматическом кружке. Сценическую деятельность начала в Николаеве в 1876 году в составе русской опереточной группы. С 1883 года играла в труппах Марка Кропивницкого и Михаила Старицкого. С 1890 года выступала в составе труппы своего брата — Панаса Саксаганского. За время своей деятельности сыграла женские роли во многих оперных и драматических представлениях, включая «Наталка Полтавка» и «Запорожец за Дунаем».
Умерла 27 марта 1891 года в Одессе — сердце актрисы остановилась на сцене Одесского театра. Похоронена в Елизаветграде (ныне Кропивницкий, Украина) на Быковском кладбище.

### Семья
- Была замужем за украинским певцом и драматическим актёром Д. Н. Петровым (сценический псевдоним Мова[3]) и итальянским тенором Барилотти[2], который выступал на Украине (их отношения не были зарегистрированы). Мать Елены Петляш.

## Память
- Народный театр посёлка Братское носит имя Марии Садовской-Барилотти.
- Материалы, относящиеся к Садовской-Барилотти, находятся в фондах Кировоградского областного краеведческого музея и Мемориального музея М. Л. Кропивницкого.